# Варшава
Варшава (пољ. Warszawa), званично Главни град Варшава, главни је и највећи град Пољске. Налази се на реци Висла, на истоку државе. Има скоро два милиона становника, односно преко три милиона у ширем подручју, што Варшаву чини седмим градом по насељености у Европској унији. Град се простире на површини од 517 2 и састоји се од 18 округа. Сматра се алфа глобалним градом, као и главним културним, политичким и привредним језгром земље. Административни је центар Војводства мазовског.

## Географија

### Положај
Варшава се налази на средњем делу тока Висле у средњомазовској низији. Њена средња надморска висина износи око 100 m. На терену града налази се неколико углавном вештачки направљених узвишења. Град се налази са обе стране Висле. Варшава је удаљена око 350 km од Карпата и Балтичког мора.

### Клима
Клима Варшаве је влажна континентална. Средња годишња температура осцилира око 8 °C (-3 °C у јануару и 19 °C у јулу). Годишња количина падавина не прелази преко 680 mm а највлажнији месец у години је јул.
| Клима Варшаве                            | Клима Варшаве | Клима Варшаве | Клима Варшаве | Клима Варшаве | Клима Варшаве | Клима Варшаве | Клима Варшаве | Клима Варшаве | Клима Варшаве | Клима Варшаве | Клима Варшаве | Клима Варшаве | Клима Варшаве |
| Показатељ \ Месец                        | .Јан.         | .Феб.         | .Мар.         | .Апр.         | .Мај.         | .Јун.         | .Јул.         | .Авг.         | .Сеп.         | .Окт.         | .Нов.         | .Дец.         | .Год.         |
| ---------------------------------------- | ------------- | ------------- | ------------- | ------------- | ------------- | ------------- | ------------- | ------------- | ------------- | ------------- | ------------- | ------------- | ------------- |
| Апсолутни максимум, °C (°F)              | 13,8 (56,8)   | 17,2 (63)     | 23,0 (73,4)   | 28,0 (82,4)   | 32,8 (91)     | 35,1 (95,2)   | 35,9 (96,6)   | 37,0 (98,6)   | 31,1 (88)     | 25,0 (77)     | 18,9 (66)     | 15,0 (59)     | 37,0 (98,6)   |
| Средњи максимум, °C (°F)                 | 0,4 (32,7)    | 1,9 (35,4)    | 6,8 (44,2)    | 13,1 (55,6)   | 19,3 (66,7)   | 21,9 (71,4)   | 23,6 (74,5)   | 23,4 (74,1)   | 17,9 (64,2)   | 12,3 (54,1)   | 5,5 (41,9)    | 1,9 (35,4)    | 12,3 (54,1)   |
| Просек, °C (°F)                          | −3 (27)       | −2,3 (27,9)   | 1,7 (35,1)    | 8,2 (46,8)    | 14 (57)       | 17,6 (63,7)   | 19,3 (66,7)   | 18,3 (64,9)   | 14 (57)       | 8,2 (46,8)    | 2,9 (37,2)    | −0,5 (31,1)   | 8,2 (46,8)    |
| Средњи минимум, °C (°F)                  | −4,8 (23,4)   | −4,0 (24,8)   | −1,0 (30,2)   | 3,1 (37,6)    | 8,1 (46,6)    | 11,3 (52,3)   | 12,9 (55,2)   | 12,3 (54,1)   | 8,6 (47,5)    | 4,4 (39,9)    | 0,3 (32,5)    | −2,8 (27)     | 4,0 (39,2)    |
| Апсолутни минимум, °C (°F)               | −31,0 (−23,8) | −27,2 (−17)   | −22,2 (−8)    | −7,2 (19)     | −2,8 (27)     | 2,0 (35,6)    | 4,0 (39,2)    | 3,0 (37,4)    | −2,0 (28,4)   | −9,6 (14,7)   | −17,0 (1,4)   | −22,8 (−9)    | −31,0 (−23,8) |
| Количина падавина, mm (in)               | 22 (8,7)      | 22 (8,7)      | 28 (11)       | 35 (13,8)     | 51 (20,1)     | 71 (28)       | 73 (28,7)     | 59 (23,2)     | 49 (19,3)     | 38 (15)       | 37 (14,6)     | 35 (13,8)     | 520 (204,7)   |
| Извор: worldweather.org, Погода и Климат |               |               |               |               |               |               |               |               |               |               |               |               |               |

## Историја

### Најважнији догађаји
Варшава је кроз историју прошла кроз разне драматичне тренутке. Град је чак неколико пута рушен од освајача. Најважнији историјски догађаји су:
- Премештање престонице у Варшаву
- Најезда Швеђана
- Кошћушков устанак
- Новембарски и Јануарски устанак
- Први светски рат и добијање независности Пољске
- Други светски рат и Варшавски устанак
- изградња после уништења у Другом светском рату

## Становништво
| 1950.   | 1960.     | 1970.     | 1980.     | 1990.     | 1995.     | 2000.     | 2005.     | 2012.     | 2020.     |
| ------- | --------- | --------- | --------- | --------- | --------- | --------- | --------- | --------- | --------- |
| 822.036 | 1.139.189 | 1.315.648 | 1.596.073 | 1.655.661 | 1.653.112 | 1.610.471 | 1.697.596 | 1.715.517 | 1,794,166 |

Дана 30. септембра 2003. у Варшави је живело 1.689.648 људи, од тога 908.814 жена и 780.834 мушкараца. У посебним деловима града број становника износио је:
- Мокотув (Mokotów) — 231.552
- Јужна Прага (Praga Południe) — 187.845
- Вола (Wola) — 146.328
- Урсинув (Ursynów) — 137.716
- Бјелани (Bielany) — 137.270
- Срудмјешће (Śródmieście) — 136.956
- Таргувек (Targówek) — 123.232
- Бемово (Bemowo) — 105.030
- Охота (Ochota) — 93.192
- Северна Прага (Praga Północ) — 74.304
- Биалоленка (Białołęka) — 64.010
- Вавер (Wawer) — 63.297
- Жолибож (Żoliborz) — 50.934
- Урсус (Ursus) — 44.312
- Влохи (Włochy) — 39.405
- Рембертув (Rembertów) — 21.751
- Весола (Wesoła) — 18.482
- Виланув (Wilanów) — 14.032

Најгушћа насељеност је у Срудмјешћу (8772 људи/km²), а најмања — Виланув (355 људи/km²). Просечна за цео град износи 3258 људи/km².
Године 1939, у Варшави је живело око 1,3 милиона људи, док је тај број 1945. године износио око 420.000. Током комунистичке власти, због недостатка стамбеног простора, досељавање у Варшаву било је ограничено. Ограничења су укинута 1990.
2019. године, око 40.000 људи у Варшави били су странци. Највише је било Украјинаца, Вијетнамаца, Белоруса и Руса. После почетка војне операције у Украјини, преко 1,1 милион украјинских избеглица прошло је кроз Варшаву. Према званичним проценама, око 104.000 украјинских избеглица, од којих су око 17.000 млади људи и деца, живи у Варшави.

## Данашња Варшава

### Самоуправа
Заједно са трансформацијом система у Варшави се враћа варшавска самоуправа. После многих јавних дискусија 18. маја 1990. године парламент усваја уредбу о друштвеном уређењу Варшаве. 27. маја на демократским изборима грађани Варшаве изабрали су своје представнике за седам општина. За председника скупштина града Варшаве је изабрала урбанисту Станислава Вигановскјего, који је вршио ову функцију од 27. јануара 1990. године. Варшава по други пут постаје темом расправе парламента који је 25. марта 1994. године усваја одредбу о подели града на 11 независних општина. У априлу 1995. године почиње са радом Варшавски метро. Први градоначелник Варшаве по новом уставу постао је Лех Качињски.

### Административна подела
Од августа 1994. Варшава је била савез 11 општина: Варшава-центар, Варшава- Биалоленка (Warszawa-Białołęka), Варшава- Таргувек (Warszawa-Targówek), Варшава- Рембертув (Warszawa-Rembertów), Варшава-Вавер (Warszawa-Wawer), Варшава-Виланов (Warszawa-Wilanów), Варшава- Урсинув (Warszawa-Ursynów), Варшава-Влохи (Warszawa-Włochy), Варшава-Урсус (Warszawa-Ursus), Варшава-Бемово (Warszawa-Bemowo), Варшава-Бјелани (Warszawa-Bielany). Услед реформи уведених 27. октобра 2002. Варшава представља само једну општину. Сем тога границе Варшаве прошириле су се тако да је Варшава добила надлежност и над дотадашњу посебну општину Весела (Wesoła)
Тренутно је Варшава подељена на 18 административних делова. Сваки од њих поседује ограничену самоуправу.
Најважнија приградска насеља Варшаве су:
- Прушков (Pruszków) (53.000)
- Легионово (Legionowo) (50.600)
- Отвоцк (Otwock) (44.000)
- Воломин (Wołomin) (36.500)
- Нови Двор Мазовјецки (Nowy Dwór Mazowiecki) (27.518)
- Пјасечно (Piaseczno) (25.200)
- Грођиск Мазовјецки (Grodzisk Mazowiecki) (24.900)
- Пјастов (Piastów) (23.700)
- Марки (Marki) (19.000)
- Зомпки (Ząbki) (20.363)
- Рађимин (Radzymin) (18.398)
- Сулејовек (Sulejówek) (17.600)
- Зјелонка (Zielonka) (16.454)
- Кобилка (Kobyłka) (16.300)
- Милановек (Milanówek) (15.000)
- Јозефов (Józefów) (14.800)
- Ломјанки (Łomianki) (13.600)
- Брвинов (Brwinów) (11.500)
- Ожаров Мазовјецки (Ożarów Mazowiecki) (10.663)

### Председник
У складу са Варшавским уставом од 27. октобра 2002. председник Варшаве се бира непосредно од стране грађана, док његови заменици не долазе на функцију изборима. У овлашћења председника спадају између осталих и управљање власништвом града као и надзор над скупштинама општина Варшаве. Садашњи (новембар 2007) председник Варшаве је Хана Гронкјевич Валц (пољ. Hanna Gronkiewicz Waltz), која ту улогу врши од 5. децембра 2006. године.

### Градска скупштина
У градској скупштини Варшаве заседа 60 одборника. Они се бирају на непосредним, пропорцијалним изборима сваке четири године. Као и већина осталих органа самоуправе, градска скупштина се дели на комисије.
Одлуке скупштине обично се доносе већином гласова, а потом се шаљу градоначелнику на потврђивање. Уколико градоначелник стави вето на одлуку скупштина има рок од 30 дана до доношења нове одлуке која треба да се усвоји двотрећинском већином.
Свака од 18 општина Варшаве поседује посебну скупштину општине.

## Спорт
У Варшави постоје два прволигашка клуба у пољском фудбалу, као и неколико мањих спортских клубова. Најважнији су Легија Варшава и Полонија Варшава.
Ова листа представља најважније спортске клубове у варшави као и дисциплине у којима су они најбољи:
- Легија Варшава — фудбал, кошарка, мачевање, одбојка
- Полонија Варшава — фудбал, кошарка, шах, атлетика
- Варшавианка — рукомет, пливање
- Гвардиа Варшава — фудбал, бокс
- АЗС АВФ Варшава — рукомет
- АЗС политехника Варшава — одбојка
- МКС МДК Варшава — одбојка, шах
- МОС Вола Варшава — одбојка

У Варшави постоји и хиподром, неколико наткривених клизалишта, неколико десетина наткривених базена, тениских терена као и доста мањих и већих спортских хала.

## Култура

### Музика
У Варшави се налази Народна Филхармонија. Граду недостаје концертна хала те се због тога велике музичке свечаности углавном одржавају у Конгресној сали.

### Позориште
У Варшави постоји око 30 већих позоришта. Међу њима су најважнији Народно Позориште (саграђено 1765) као и Велико Позориште (саграђено 1778). Значајно је и Позориште Варшава, који је организатор експерименталних представа.
Током лета већина варшавских позоришта не ради.

### Музеји и галерије
У Варшави постоје многи музеји и галерије уметности, како државни тако и приватни. У најважније спадају: Захента (Zachęta), Центар Савремене Уметности (Centrum Sztuki Współczesnej) као и Музеј Пољске Војске (Muzeum Wojska Polskiego).
У највеће спадају Народни Музеј (Muzeum Narodowe) и његове филијале: у Краљевском замку и у Замку у Виланову (Pałac w Wilanowie)
Од 31. јула 2004. отворен је Музеј Варшавског Устанка (Muzeum Powstania Warszawskiego)

## Образовање
Варшава је највећи универзитетски центар у Пољској. У њој има средиште 66 школа. У највеће Варшавске школе спадају: 
- Варшавски универзитет (Uniwersytet Warszawski)
- Универзитет Кардинала Стефана Вишињскјего (Uniwersytet Kardynała Stefana Wyszyńskiego)
- Варшавска Политехника (Politechnika Warszawska)
- Војна Техничка Академија (Wojskowa Akademia Techniczna)
- Главна Трговинска Школа (Szkoła Główna Handlowa)
- Медицинска Академија (Akademia Medyczna)

Студенти и ученици виших школа представљају око 29,2% популације Варшаве. Њихов број је 2002. године прешао 500.000.

## Привреда

### Трговина
Варшава, а посебно варшавско Срудмјешће (Śródmieście), спада у највеће центре бизниса у средњој Европи. Године 2003, било је регистровано 268.307 фирми, а страни инвеститори су уложили у град преко 650 милиона евра те године. Варшава производи преко 4,1% пољског БДП.
Сам град је 2003. године доносио 5 162 324 злоти зараде zysku, а незапосленост је опала на 6,5%.

### Индустрија
После Другог светског рата, комунистичке власти су одлучиле да од Варшаве направе важан центар тешке индустрије. У граду је отворено неколико десетина великих фабрика.

### Саобраћај
Услед штете која је настала у Другом светском рату само неколико саобраћајница је остало у употреби. То је проузроковало огромне гужве у саобраћају. Због тога дуго година један од приоритета града био је развој саобраћајница
Варшава нема обилазницу а већи део саобраћаја на оси исток-запад одвија се кроз центар града. Тренутно трају радови над двема обилазницама. Прва од њих треба да удаљи саобраћај око 10 km од центра, а друга треба да постане део ауто-пута A-2 (Берлин-Москва)
Варшава има један међународни аеродром који се налази једва 10 km од ужег центра града. Кроз тај аеродром годишње прође преко 9 милиона путника. Са овог аеродрома дневно полети око 60 авиона. Ово је највећи аеродром у Пољској.
Постоји још један активан аеродром у Варшави. Њега користи варшавски аеро-клуб, као и многи власници мањих авиона и хеликоптера.
Систем комуникације града Варшаве састоји се од аутобуских и трамвајских линија, као и метроа
- Аутобуси

Варшава има око 2.603 km аутобуских линија по којима кружи око 1.659 аутобуса.
- Трамваји

Прва трамвајска линија у Варшави отворена је 11. децембар 1866. 26. марта 1908. Све линије трамваја које су вукли коњи су електрифициране. Тренутно постоји 863 трамваја и око 470 km шина. Варшава има 29 сталних линија од којих је једна ноћна.
- Тролејбуси

Последња варшавска тролејбуска линија (линија 51) је укинута 1995. године.
- Возови

Први воз у Варшави почео је са радом 1849. године. Данас је у Варшави једна од највећих железничких петљи у Пољској

## Институције
У Варшави као престоници Пољске и највећем њеном граду смештена су главна средишта министарстава као и центри регионалних и републичких институција. Најпознатије међу њима су:
- Врховни Суд (Sąd Najwyższy)
- Национални Административан Суд (Naczelny Sąd Administracyjny)
- Народна Банка Пољске (Narodowy Bank Polski)
- Штампарија папира од вредности (Giełda Papierów Wartościowych)
- Телевизија Пољска (Telewizja Polska)
- Радио Пољска (Polskie Radio)

У Варшави су смештене и амбасаде и конзулати других држава.

## Партнерски градови
- Берлин
- Хаг
- Тајпеј
- Диселдорф
- Хамамацу
- Ил де Франс
- Торонто
- Истанбул
- Тел Авив
- Харбин
- Москва
- Кијев
- Сент Етјен
- Чикаго
- Сеул
- Санкт Петербург
- Рио де Жанеиро
- Грозни
- Вилњус
- Ханој
- Беч
- Нур Султан
- Рига
- Будимпешта
- Осло
- Харков
- Загреб
- Сарбрикен
- Софија
- Буенос Ајрес
- Атина
- Мадрид
- Сан Дијего
- Лавов
- Solna Municipality

## Занимљивости
- Најдужа улица Варшаве је улица Пулавска (Puławska) — 10 km.
- Најдужа кућа је кућа у Кијовској (Kijowskiej) улици (508 m)
- Највиша грађевина је Замак Културе и Науке (Pałac Kultury i Nauki) (234 m).

## Познати Варшављани
- Кшиштоф Камил Бачињски (1921—1944), песник
- Еугенијуш Бодо (1899—1943), глумац и певач
- Збигњев Бжежински (1928), саветник америчко председника
- Фредерик Шопен (1810—1849), композитор и пијаниста
- Марија Склодовска Кири (1867—1934), хемичарка
- Луцина Ћвјерчакјевичова (1829—1901), ауторка прве пољске кулинарске књиге
- Витолд Гомбрович (1904—1969), писац и драматург
- Агњешка Холанд (1948), режисер
- Јацек Качмарски (1957—2004), песник и певач
- Лех Качињски (1949—2010), председник Пољске
- Ричард Капушћински (1932), писац и новинар
- Кшиштоф Кјесловски (1941—1996), режисер
- Ричард Куклињски (1930—2004), шпијун ЦИА за време Хладног рата
- Витолд Лутославски (1913—1994), композитор
- Адам Михник (1946), један од организатора демократске опозиције
- Владислав римонт (1867—1925), писац
- Вацлав Сјерпињски (1882—1969), математичар
- Антони Слоњимски (1895—1976), песник
- Стефан Стажињски (1893—1943), био председник Варшаве
- Владислав Шпилман (1911—2000), композитор, пијаниста и аутор мемоара
- Стефан Вихецки (1896—1979), писац и новинар
- Станислав Игнаци Виткјевич (1885—1939), писац, сликар и фотограф[7][8][9][10][11][12][13][14][15][16][17][18]

## Галерија
- Поглед на Варшаву преко Висле
- Руска православна црква Свете Марије Магдалене у Варшави
- Варшава са моста